# カントーク料理
カントーク料理 (タイ語: ขันโตก, ラーオ語:khan tok)は、ラーンナー地域の人々（タイ北部）,ラーオ族（ラオス）,イーサーン（タイ北東部）が小さなダイニングテーブルとして使用している台座の付いたトレイに出される料理である 。この料理が出される地域は、タイの他の地域が"ふわふわした"米を食べるのと対照的にもち米を主食としている。
カントーク料理は、結婚式,葬儀,新築祝い,寺院でのお祭りといった特別な行事で出される、格式の高い料理である。カントーク料理では、出される料理の種類は特に限定されていない。